# Owen Murray
Owen Murray – brytyjski akordeonista, profesor Królewskiej Akademii Muzycznej w Londynie.

## Biografia
Owen Murray pochodzi ze Szkocji. W 1982 roku ukończył Królewskie Konserwatorium Muzyczne w Kopenhadze. Królewska Akademia Muzyczna z Londynie poprosiła go w 1986 roku o zorganizowanie wydziału gry na akordeonie, którego został pierwszym profesorem. W 1993 uczelnia nadała mu tytuł honorowego członka (ang. Honorary Member).
Muzyk występował m.in. z: Orkiestrą Symfoniczną BBC, Londyńską Orkiestrą Filharmoniczną, czy londyńską Philharmonia Orchestra. Brał udział w krajowych i międzynarodowych festiwalach, m.in.: Międzynarodowym Festiwalu w Edynburgu, The Proms, Huddersfield Contemporary Music Festival, Festival d’automne à Paris, Festiwalu w Salzburgu, Międzynarodowym Festiwalu Akordeonowym w Pekinie.
Klasę Owena Murraya w Królewskiej Akademii Muzycznej ukończył w 2016 roku polski akordeonista Bartosz Głowacki.